# Park Si-hun
Park Si-hun (kor. 박시헌; ur. 16 grudnia 1965) – południowokoreański bokser kategorii lekkopółśredniej, zdobywca złotego medalu na igrzyskach olimpijskich w Seulu.